# Enrico Testa
Enrico Testa (Genova, 1956) è un italianista e poeta italiano.

## Biografia
È professore ordinario di Storia della lingua italiana. Dopo il dottorato all'Università di Pavia, è stato ricercatore presso l'Università per Stranieri di Siena dal 1991 al 1998, per poi diventare nel 2000 professore associato e dal 2005 professore ordinario presso l'Università di Genova.
Ha scritto sulla novella del XV e del XVI secolo, sul romanzo Otto-Novecentesco e sulla poesia del '900, in particolare su Eugenio Montale, Giorgio Caproni (di cui ha curato il Quaderno di traduzioni), Alberto Vigevani (di cui ha curato L'esistenza. Tutte le poesie 1980-92) e Edoardo Sanguineti. Ha anche curato un'antologia della poesia italiana del secondo Novecento (Dopo la lirica. Poeti italiani 1960-2000, 2005) e presentato raccolte di Cesare Ruffato e Cesare Viviani.
Ha tradotto dall'inglese High Windows di Philip Larkin. È stato visiting professor all'Università di Aarhus in Danimarca e membro della commissione dei dottorati di ricerca presso l'Università Sorbonne Nouvelle di Parigi.
I suoi campi di ricerca sono legati allo studio del parlato in evoluzione storica, ai rifacimenti letterari a partire dalla lingua comune, all'analisi della lingua poetica e della narrativa del Novecento italiano, soprattutto su questioni di stile e in studi sul personaggio.
È un tifoso della Sampdoria, a cui ha dedicato alcune delle sue poesie.

## Opere principali

### Poesie
- Le faticose attese, Genova: San Marco dei Giustiniani, 1988
- In controtempo, Torino: Einaudi, 1994
- La sostituzione, Torino: Einaudi, 2001
- Pasqua di neve, Torino: Einaudi, 2008
- Ablativo, Torino: Einaudi, 2013
- Cairn, Torino: Einaudi, 2018
- L'erba di nessuno, Torino: Einaudi, 2023

### Saggi
- Il libro di poesia. Tipologie e analisi macrotestuali, Genova: Il Melangolo, 1983
- Simulazione di parlato. Fenomeni dell'oralità nelle novelle del Quattro-Cinquecento, Firenze: Accademia della Crusca, 1991
- Lo stile semplice. Discorso e romanzo, Torino: Einaudi, 1997
- Per interposta persona. Lingua e poesia nel secondo Novecento, Roma: Bulzoni,1999
- Montale, Torino: Einaudi 2000 [con videocassetta]
- Eroi e figuranti. Il personaggio nel romanzo, Torino: Einaudi, 2009
- Una costanza sfigurata. Lo statuto del soggetto nella poesia di Sanguineti, Novara: Interlinea, 2012
- L'italiano nascosto. Una storia linguistica e culturale, Torino: Einaudi, 2014
- Bulgaro. Storia di una parola malfamata, Bologna: Il Mulino, 2019

## Riconoscimenti
- Nel 2013 ha vinto il Premio Viareggio-Rèpaci, Poesia e il Premio Pascoli;[2]
- Nel 2014, al Premio Mondello,si è aggiudicato il Premio alla Critica letteraria;[3]
- Nel 2018 ha vinto il Premio Nazionale Letterario Pisa di Poesia.[4]
- Nel 2023 vince nella sezione poesia (L'erba di nessuno) il premio letterario "Giuseppe Dessì".[5]